# 马克西米利安·蒙斯基
马克西米利安·蒙斯基（德語：Maximilian Munski，1988年1月10日—），德国男子赛艇运动员。他曾代表德国参加2016年夏季奥林匹克运动会赛艇比赛，获得男子八人单桨有舵手银牌。